# Kościół św. Wojciecha w Borui Kościelnej
Kościół świętego Wojciecha w Borui Kościelnej – rzymskokatolicki kościół parafialny należący do parafii pod tym samym wezwaniem (dekanat lwówecki archidiecezji poznańskiej. Świątynia znajduje się w centrum wsi, przy placu Kościelnym.
Kościół został wzniesiony w latach 1776–1777 jako zbór ewangelicki. Wybudowany został z muru pruskiego i został pokryty gontem. W czerwcu 1777 roku świątynia została poświęcona, zapewne przez wolsztyńskiego proboszcza parafii protestanckiej pastora Nikisih.
Oryginalnie budowla nie posiadała wieży, która została dostawiona ponad 100 lat później, czyli w 1900 roku, z solidnej kamiennej konstrukcji. Zostały zawieszone w niej dzwony, które wcześniej zamontowane były na tragarzach przed świątynią. Dzwony zostały zdemontowane podczas I wojny światowej i przetopione. W 1936 roku zostały kupione nowe dzwony, które w tym samym roku zostały poświęcone i zawieszone w wieży.
Po opuszczeniu Borui Kościelnej i okolic przez ludność niemiecką w styczniu 1945 roku, rozpoczęło się porządkowanie kościoła poewangelickiego, które zostało zakończone w maju tego samego roku. W dniu 11 maja 1945 roku świątynia została poświęcona i odprawiono w niej pierwsze nabożeństwo majowe, któremu przewodniczył proboszcz z Nowego Tomyśla, ks. Stanisław Skaziński. Dokładano wszelkich starań, aby kościół pełnił funkcję kościoła parafialnego. Na ten dzień mieszkańcy Borui Kościelnej jednak musieli poczekać jeszcze parę lat. Po 1945 roku dzięki ofiarności mieszkańców wsi, którzy ufundowali szaty liturgiczne, mszał oraz obrusy, mogły odbywać się cotygodniowe msze święte, którym przewodniczył ks. Michał Kosicki, ówczesny proboszcz z Nowego Tomyśla. Zygmunt Nowak ufundował obraz do ołtarza głównego, natomiast z pieniędzy ofiarowanych przez repatriantów została kupiona płaskorzeźba Matki Boskiej Ostrobramskiej.
Parafia świętego Wojciecha w Borui Kościelnej została erygowana 15 listopada 1948 roku. Wtedy z rąk ks. arcybiskupa metropolity Walentego Dymka na proboszcza parafii został mianowany, wprowadzony kilka miesięcy wcześniej bo 10 marca 1948 roku, ks. Piotr Szczepański.
Oprócz prac wykonywanych w świątyni i na terenie przykościelnym swoim modlitewnym wsparciem służyły matki i panny różańcowe, których wspólnota zawiązała się zaraz po erygowaniu parafii w Borui Kościelnej.
W latach 1955–1957 kościół został przebudowany – w jego wnętrzu powstała nowa budowla. Do świątyni zostały dobudowane dwa ołtarze boczne oraz prezbiterium. Po zakończeniu prac, zewnętrzny mur pruski został rozebrany. Ze starego kościoła zachowała się tylko wieża oraz dach. Do powstania nowej budowli przyczynili się wszyscy parafianie.
W 1959 roku wewnątrz nowego kościoła została wykonana polichromia. Jej autorem był artysta malarz Teodor Szukała.